# O Du liebes Jesu-Kind (Bruckner)
O Du liebes Jesu-Kind,  WAB 145 ist die erste von zwei Motetten aus der St. Florianer Zeit von Anton Bruckner, deren Urheberschaft ungewiss ist. Wenn Bruckner der Komponist war, komponierte er es vermutlich 1845–46.

## Geschichte
Wenn Bruckner die ihm zugeschriebene Motette komponierte, so komponierte er sie vermutlich 1845/46 während seines Aufenthalts im Stift St. Florian. Das Werk war für das Fest der unschuldigen Kinder gedacht, der an den Massenmord der unschuldigen Kinder erinnert.
Die Motette wurde erstmals in Band II/2, S. 13 der Göllerich/Auer-Biographie veröffentlicht. Die letzten beiden Takte, die sich auf der Rückseite des Manuskripts befinden, zusammen mit einer Transkription eines Weihnachtslieds, fehlten in dieser Erstveröffentlichung. Das Werk erscheint im Band XXI/10 der Gesamtausgabe.

## Text
O Du liebes Jesu Kind,

Lass Dich vielmals grüßen!

Alle Kinder, die hier sind,

Fallen Dir zu Füßen.

All um Deine Liebe bitten,

Die so viel für uns gelitten.

Schenk uns Deine Liebe!

## Musik
Das Werk von 16 Takten in F-Dur ist für Solist und Orgel besetzt.

## Diskografie
- Wilfried Jochens (Tenor), Werner Kaufmann (Orgel): Music of the St. Florian Period (Jürgen Jürgens) – LP: Jerusalem Records ATD 8503, 1984; übertragen auf CD BSVD-0109, 2011
- Sigrid Hagmüller (Alt), Rupert Gottfried Frieberger (Orgel): Anton Bruckner – Oberösterreichische Kirchenmusik – CD: Fabian Records CD 5112, 1995
- Ludmila Kuznetzova (Mezzosopran), Ludmila Golub (Orgel): Bruckner: Masses and Songs (Valeri Poliansky) – CD: Chandos CHAN 9863, 1998
- Barbara Schreiner (Alt), Rupert Gottfried Frieberger (Orgel): Anton Bruckner Kirchenmusikalische Werke – CD: Fabian Records CD 5115, c. 2008
- Robert Holzer (Bass), Philipp Sonntag (Orgel): Anton Bruckner – Lieder|Magnificat – CD: Brucknerhaus LIVA 046, 2011
- Günther Groissböck (Bass), Matthias Giesen (Orgel),  In Te Domine Speravi – Gramola CD 99327, 2024